# Лаферобіон
«Лаферобіон» (LAFEROBIONUM ®) — препарат української фармацевтичної фірми «Biopharma» на основі рекомбінантного людського інтерферону альфа-2b (IFN-α2b), отриманого з клону E.coli шляхом гібридизації плазміди з геном інтерферону альфа-2b людського лейкоциту.
Допоміжні речовини: натрію хлорид, декстран-70, калію дигідрофосфат, динатрію фосфат додекагідрат.
У світовій практиці інтерферон альфа-2b використовується у вигляді ін'єкцій і лише при лікуванні гепатиту C, хронічних форм гепатиту B, хронічного мієлоїдного лейкозу, мієломної хвороби, фолікулярної лімфоми, карциноїдних пухлин і злоякісної меланоми.
Як заявляють виробники, даний препарат має три основні види біологічної активності: імуномодулюючий, антивірусний та протипухлинний.

## Механізм дії та фармакодинаміка
Дія препарату базується на противірусній та імуномодулюючій активності IFN-α2b.
Відновлює імунні реакції при вторинних імунодефіцитних станах, викликаних різними інфекціями.
За рахунок поєднання з аскорбіновою кислотою і ацетатом альфа-токоферолу IFN-α2b підсилює імуномодулюючу дію на Т- і В-лімфоцити, доводить до нормальних показників рівень імуноглобуліну Е. Підвищує фагоцитарну активність макрофагів, збільшує специфічну цитотоксичність лімфоцитів до клітин-мішеней, що призводить опосередковано до прояву антибактеріальних ефектів, відновлює функціонування ендогенної системи інтерферону, забезпечує протизапальні, мембраностабілізуючі і регенеруючі властивості.

## Фармакологічні властивості
Рекомбінантний інтерферон альфа-2b — високоочищений розчинний у воді білок з молекулярною масою 19300 дальтон.
Спричиняє антипроліферативну дію на клітини пухлини, також має противірусну та імуномодулюючу дію.
Дія інтерферону альфа-2b проявляється шляхом його зв'язування зі специфічними рецепторами на поверхневій мембрані клітини та ініціювання комплексу послідовних внутрішньоклітинних реакцій, пов'язаних з індукцією ряду ферментів і реалізацією клітинних функцій, а саме — з пригніченням реплікації вірусу в інфікованій клітині та зниженням проліферації клітин пухлини, з реалізацією імуномодулюючих процесів (таких як підсилення фагоцитарної активності макрофагів, збільшення специфічної цитотоксичності лімфоцитів до клітин-мішеней).

## Застосування препарату

### Показання до застосування препарату
Виробники стверджують, що препарат потрібно застосовувати у комплексній терапії дорослих при:
- гострому і хронічному вірусному гепатиті В (середньотяжкі і тяжкі форми);
- хронічному гепатиті С;
- гострих і хронічних септичних захворюваннях вірусної природи;
- герпетичних інфекціях різної локалізації (оперізувальний лишай, множинні шкірні герпетичні висипання, генітальна герпетична інфекція);
- папіломатозі гортані;
- розсіяному склерозі;
- злоякісній меланомі, увеальній меланомі, нирково-клітинній карциномі, поверхнево локалізованому раку сечового міхура, раку яєчника та молочної залози, саркомі Капоші на тлі ВІЛ-інфекції, хронічному мієлолейкозі, волосато-клітинному лейкозі, неходжкінських лімфомах, базальноклітинній карциномі, Т-клітинній лімфомі шкіри (грибоподібному мікозі).[1]

### Протипоказання
Даний препарат не слід вживати:
- Якщо у пацієнта підвищена чутливість до компонентів препарату;
- При наявності у пацієнта надисфункції щитоподібної залози;
- при наявності тяжких вісцеральних порушень у пацієнтів з саркомою Капоші;
- при тяжких серцево-судинних захворюваннях;
- при псоріазі;
- якщо виражені порушення функції печінки та/або нирок;
- присутня епілепсія та інші захворювання ЦНС (у т.ч функціональні);
- наявний хронічний гепатит на тлі прогресуючого або декомпенсованого цирозу печінки;
- наявний хронічний гепатит у хворих, які отримують або нещодавно отримали терапію імунодепресантами (крім короткого курсу кортикостероїдної терапії);
- наявний аутоімунний гепатит або інші аутоімунні захворювання в анамнезі.[1]

Даний препарат здатен впливати на стан людини, яка керує автотранспортом, а саме: може викликати слабкість, сонливість, порушення свідомості.

## Взаємодія з іншими препаратами
З обережністю слід застосовувати препарат одночасно з опіоїдними лікарськими засобами, аналгетиками, снодійними та седативними (потенційно спричиняють мієлосупресивний ефект).
При одночасному застосуванні з препаратами, що метаболізуються шляхом окислення (у тому числі з похідними ксантину — амінофіліном та теофіліном) слід враховувати можливість впливу Лаферобіону® на окислювальні метаболічні процеси. Концентрацію теофіліну у сироватці крові необхідно контролювати та при необхідності − корегувати режим дозування.
При застосуванні препарату у комбінації з хіміотерапевтичними препаратами (цитарабін, доксорубіцин, тенипозид, циклофосфамід) підвищується ризик розвитку загрозливих для життя токсичних ефектів (їх тяжкості та тривалості).
При одночасному застосуванні з препаратом зидовудин підвищується ризик розвитку нейтропенії.

## Виробництво
Виготовляється компанією ТОВ "ФЗ"БІОФАРМА", Київ, Україна.

## Покликання
Сайт виробника: https://www.biopharma.com.ua/ [Архівовано 31 серпня 2019 у Wayback Machine.]